# Bronislav Sobotka
Bronislav Sobotka (* 9. ledna 1981) je český influencer, youtuber, středoškolský učitel a popularizátor angličtiny.

## Hlavní pedagogická činnost
Vystudoval zážitkovou pedagogiku a výuku angličtiny na Pedagogické fakultě Masarykovy univerzity v Brně a je držitelem diplomu DELTA pro učitele angličtiny od společnosti Cambridge English.
Učí angličtinu jako středoškolský pedagog na Gymnáziu Elgartova v Brně, působí jako externí vyučující na Pedagogické fakultě Masarykovy univerzity v Brně a také vyučuje angličtinu na letních jazykových kurzech v Oxfordu.

## Výuka on-line
Do povědomí veřejnosti se dostal hlavně díky krátkým naučným videím na sociální síti YouTube, kde měl k 14. červenci 2023 přes 177 tisíc odběratelů a 354 nahraných videí. Svá videa taktéž zveřejňuje na Televizi Seznam. Sám o sobě říká, že je „nadšený učitel angličtiny z Brna, který pomáhá lidem zamilovat se do angličtiny“. Vytvořil již několik internetových videokurzů o angličtině na stránce Seduo.cz.
Kromě příspěvků na sociálních sítích a online vzdělávacích kurzů začal v září roku 2019 nahrávat podcast s názvem Broňacast, který čítal k 25. říjnu 2021 44 dílů. Před vypuknutím pandemie covidu-19 pořádal „Ingliš Weekendy“ – pobyty zaměřené na výuku angličtiny zábavnou formou. V březnu 2021 oznámil, že zakládá virtuální jazykovou školu. Na svém webu také provozuje blog, na nějž pravidelně přispívá krátkými články z oblasti studia angličtiny. V průběhu roku 2021 se na pulty dostane jeho kniha nesoucí pojmenování Jak na angličtinu.

## Poruchy učení
V rozhovoru pro DVTV přiznal, že trpí dyslexií, dysgrafií a dysortografií. Podle jeho slov mu ale tyto znevýhodnění pomáhají pochopit studenty, kterým jde učení hůře než ostatním. Má za to, že lidé primárně nechtějí mluvit cizím jazykem, protože se bojí, že budou dělat chyby a tvrdí také, že s přibývajícím věkem člověk neztrácí schopnost naučit se cizí jazyk.

## Nominace na ocenění
Svými studenty byl nominován na cenu Zlatý Ámos pro nejlepšího učitele v ročníku 2013/2014 a také obdržel nominaci na cenu Křišťálová Lupa 2019 (6. místo v kategorii Marketingová inspirace).